# Sergiu Cosmin Vlad
Sergiu Cosmin Vlad (n. 26 septembrie 1977, Arad, România) este un deputat român, ales în 2016. 